# 村井秀夫
村井 秀夫（むらい ひでお、1958年〈昭和33年〉11月5日 - 1995年〈平成7年〉4月24日）は、オウム真理教最高幹部。大阪府吹田市出身。ホーリーネームはマンジュシュリー・ミトラ、ステージは正大師。省庁制が採用された後は科学技術省大臣だった。教団では麻原に次ぐナンバー2、科学技術部門最高幹部と見られており、1995年に徐裕行に刺殺された（村井秀夫刺殺事件）。

## 人物

### 青年時代
子供の頃は内向的でSF少年であり、動物や望遠鏡で星を観察したり、グッピーやミジンコを養殖するのが趣味、勉強は得意で体は丈夫だった。城みちるに似ていたため、ついたあだ名は「ジョー君」。
テレビの影響で超能力や精神世界、仙道、ヨガなどに興味があり超人願望があったという。また、1972年に友人の兄がトラックへ飛び込み自殺する光景を目撃している。
大阪府立千里高等学校ではただ1人無遅刻無欠席を成し遂げ表彰された。その後、「歩いて通えるから」という理由で大阪大学理学部物理学科に首席合格しX線天文学を専攻。担任からは東京大学への進学を勧められたが、当時は上京するつもりはないと断った。大阪大学大学院理学研究科修士課程修了、理学修士となる。

### オウム真理教との出会い
大学院修了後は神戸製鋼所に入社。超塑性鍛造などの金属加工の研究に携わるが、会社にも家庭にも生きがいを感じなかった。その頃、麻原彰晃の著書『生死を超える』『超能力秘密の開発法』などを読み、1987年4月、早速オウム大阪支部を訪れる。感銘を受けた村井は翌日に会社に辞表を提出し、オウム神仙の会に入信、「もう迷うことはない。わたしは今、水を得た魚となったのだ。さあ、真理の大海、自由の大海、歓喜の大海へ泳ぎ出よう。」と決意した。

### 出家
1985年4月に職場結婚した妻と1987年6月23日夫婦で出家する（1990年、ステージの違いを理由に協議離婚）。出家番号は24。彼が出家者になるのを両親が思いとどまらせようとしたとき、彼は、リチャード・バックの『かもめのジョナサン』の日本語訳を手渡して、「この本を読んでください。僕の気持ちはこの本の中にあるから」と述べた。この経緯から、のちに母親は「この本、嫌いです」と語った。
出家後はオウムの科学者の代表格として真理科学研究所（CSI、後の広報技術部→科学技術省）を任され、占星術のプログラム、アストラル・テレポーター、ビラ配りロボット、多足歩行ロボット、ホバークラフト などを企画・開発した。また、教団には医者が多くいたにもかかわらず、何故か獣医の遠藤誠一と、まったく医療資格を持たない村井が麻原の主治医を務めていた。
教団の中では、上祐史浩や青山吉伸のような権力欲は持たず、突き抜けて楽しそうにしていた。田原総一朗は、麻原の3女松本麗華に対し麻原は村井を信じていたのではないかと問うたところ、麻原は「“村井を信じる奴はバカだ”」と言っていたこともあったと証言した。松本麗華の良き遊び相手でもあり麗華からは「まんじゅう」と呼ばれていた。

### 事件との関わり
1988年11月、大師に昇格。1989年2月10日、麻原の指示により、岡﨑一明、早川紀代秀、新実智光らと共に教団を脱退したがっていた信者の殺害に関わる（男性信者殺害事件）。さらに1989年11月4日には坂本弁護士一家殺害事件に関与、坂本の妻と揉み合いになり、指を噛まれつつも首を絞めて殺害した。この時村井と早川は手袋をしていなかったため、熱したフライパンによる指紋消去を命じられた。

### ヴァジラヤーナ
1990年の第39回衆議院議員総選挙に旧東京8区から真理党公認で立候補したが落選している。麻原は選挙での惨敗を受けて「これからはヴァジラヤーナでいく」として、人類ポアに向けたテロ計画を指示。村井や遠藤誠一らは早速グルの意思を実現するため、ボツリヌス菌やホスゲンといったオウム真理教の兵器製造に乗り出した。また、1990年8月には正悟師に昇格している。
しかし、ボツリヌス菌は培養に失敗、ホスゲンは1990年10月の国土法違反事件による熊本県警の強制捜査で頓挫した。このとき村井も逮捕される可能性があったため、麻原の指示により女装して仙台へ逃走している。
1991年にはマハーヤーナ路線への転換によりオウムのメディア出演が増加、村井は麻原らと共に『朝まで生テレビ!』に出演している。

### マッドサイエンティストとして
1993年前後から再び麻原はヴァジラヤーナ路線再開を指示した。村井は入信当時から目を付けていた化学に強い信者の土谷正実に『毒のはなし』『薬物乱用の本』を渡して、このようなもの（化学兵器、違法薬物）を作れないかと要求。「化学兵器にダーティーなイメージがあるのは一般兵器を売るための軍需産業とフリーメイソンの情報操作だ」「自衛のため」などど言って土谷を説得し、サリンの製造を決心させた。
さらにサリン70トンの大量生産を目指し、滝澤和義らと共にサリンプラント計画やサリン噴霧車の製造に取り組んだ。そして1993年冬には2回の池田大作サリン襲撃未遂事件を指揮、ついにサリンを「実戦投入」した。
村井にはいわゆるマッドサイエンティスト的な側面があり、想像力は留まるところを知らず、上記の兵器類のほかプラズマ兵器、レーザー兵器「輪宝」、AK-74自動小銃の密造、ついには核兵器の製造までも企画し挑戦した。村井は殺人光線やプラズマ兵器などの開発に取り組んだ先駆者ニコラ・テスラを信奉していた。
一説には他にもアンモニアプラント、硫酸プラント、硝酸プラント、ニトログリセリンプラント、ニトロセルロースプラント、ニトログリセリンとニトロセルロースからダブルベース火薬をつくるプラント、ダブルベース火薬加工プラント、ダブルベース火薬推進戦闘機、ジェット戦闘機、ヘリコプター、電磁波兵器、高度測定計、半導体工場、ミサイル（ICBM他）、ミサイルの誘導装置、フッ素ガスプラント、フッ化水素プラント、ウラン濃縮工場といったものを計画（夢想）していたという。土谷正実も村井から人工衛星を落とすための炭酸ガスレーザーやUFO、レールガンの製造といった無謀な指示を受けたと証言している。数十万ドルのソフトウェアを購入しつつ放置したりもしていた。晩年には日米決戦のため戦車が必要として戦車に異様な関心を示していた。
村井は神経工学を街中で使用した最初の人でもある。PSIは村井の発案と言われている。神経工学はエンコードした信号を主に脳である神経回路に送るものである。脳波を計測するものとは方向性が異なる。電気信号を神経回路に送り記憶を消去したり、脳に書き込んだりする仕事である。オウム真理教では、ニューナルコの名称で行われた。
教団内のリンチ事件にも関与しており、1993年発生の薬剤師リンチ殺人事件では殺害決定の会議や遺体隠蔽に参加。男性現役信者リンチ殺人事件ではスパイがいると言い出した張本人で、スパイ疑惑をかけられた被害者をマイクロウェーブ焼却炉で焼き殺すことを提案するが、新実智光が中止したため折角の機会を失ったと残念がったという。

### 科学技術省大臣
1994年6月27日、省庁制が発足し村井は科学技術省大臣（筆頭次官は渡部和実）となる。科学技術省は翌年の地下鉄サリン事件の実行役となる林泰男、横山真人、広瀬健一、豊田亨らも所属する巨大部署であった。同日、部下と共に製造したサリン噴霧車で松本サリン事件を実行した。
1994年8月にオウムの信者がよく被っていたことで有名なPSI（ヘッドギア）の開発により正大師に昇格。教団の最高幹部の地位に上り詰めた。
1995年2月28日の公証人役場事務長逮捕監禁致死事件には麻原への連絡役として参加。1995年3月18日、公証役場事務長事件による強制捜査の対策を考えるため麻原、井上嘉浩、遠藤誠一らと共にリムジン謀議に出席、地下鉄にサリンを撒くことを提案。地下鉄サリン事件の総指揮をとった。
1995年3月22日の強制捜査後は教団が報道される中で、麻原の「大天才科学者の雰囲気でけむに巻け」「どんどんホラを吹いてこい」との指示によりスポークスマンとしても登場し、第7サティアン内のサリンプラントは農薬DDVP工場であったとの主張をした。同時に警察の捜査撹乱のため中川智正らにテロを指示し、新宿駅青酸ガス事件、都庁爆弾事件のきっかけをつくる。

### 刺殺
1995年4月23日に東京都港区南青山の教団東京総本部前で指定暴力団、山口組系羽根組の構成員の徐裕行に刺され、病院に搬送、手術をしたものの「ユダにやられた」「私は潔白だ」 と言い残し翌24日午前2時33分に出血多量により死亡した。36歳没。遺体は両親に引き取られた。
死後、オウムが密造していた覚醒剤を暴力団に販売していて口封じで殺害された可能性があるという噂が出回り、上祐史浩もこの話を警察から聞かされたが、覚醒剤を販売していた話も知らないし、村井が裏社会との対応をしていたとも思えないと述べている。
村井の教団葬は東京総本部を前に信者らが踊りを捧げるというものであったが、「わたしはやってない～」で有名な「エンマの数え歌」や、ミュージカル調の曲である「悲しみの動物世界」など、およそ葬式にはふさわしくないと思われるオウムソングが流され、中にはサンバやエアロビを踊りだす信者もいるなど異様なものであった。
村井の死によって、村井が知りうる供述が聞き出せなくなり、事件解明を遠のかせた。また、裁判において「村井を中心とする弟子たちの暴走」とする麻原弁護団らの意見の検証が困難となった。死亡したため村井本人は起訴されなかったが、麻原や他の幹部の裁判で村井のオウム事件への関与が認定された。

## 人物評
- 「とにかく意志の強い人だなと。それからすごく言葉使いが丁寧だったね。ただ、押しの強い人だなという印象はあったけどね」－麻原彰晃[30]
- 「村井さんは麻原さんのイエスマンとして教団を取り仕切っていたが、その部署は金食い虫として知られていて、他からははっきり言って評判は悪かったです」－遠藤誠一[31]
- 「IQ180、EQゼロ、思いつき・発想源は麻原と同じで奇想天外なところが似ていた。園児があーしたいこーしたいと言うのと同じ。毎日新聞の地下に爆弾というおかしな話も彼はまじめだった。」－岡﨑一明[32]
- 「村井さんは机上の学問では優秀だったが20個を超えたプロジェクトははしにも棒にもかからぬ失敗ばかりで、そのコントラストの酷さは世界中探しても見つからないほどだ」[33]「遠藤や村井がいたから教団は破滅した」[34]－土谷正実
- 「村井さんの指示で動くことが非常にいやだった」－林泰男[35]
- 「ひたすら麻原の意思通りに実行する人。1ヵ月かかると自分が考えることでも、麻原にやれと言われれば『すぐ出来ます』と言うのは、別におべんちゃらではなく素早く結果を出すのが最高の帰依だと考えていたから」－林郁夫[36]
- 「記憶力はすばらしいが、思考能力があるかと言うとないと思う。物事を徹底して決断して行う能力はほとんどない」－杉本繁郎[37]
- 「理系オタクで人付き合いができない人だった」－端本悟[38]
- 「会ってみると、意外なほどに素直な印象があった。まるでお地蔵さんのような顔に澄んだ目がキラキラと輝いている。とてもサリンなどとは無縁のような清澄さが漂っていた。それに番組中、確信に触れた質問を受けると内心の動揺を隠しきれないというふうにゴクンと唾を飲むなど、オヤッと思わせるほど正直な一面を見せた。上祐氏とはまったく反対で、辻褄合わせが不得手なのだ」－有田芳生[39]
- 「村井さんは知り合ってから12年間、私に対して一度も嘘を言ったことがないです」－元妻[40]
- 「(朝まで生テレビで村井と対面した際の印象として)あんなに目がきれいな男は初めて会った」－田原総一朗[41]
- 「マンジュシュリー正大師万歳」－渡部和実（麻原弁護団によれば、正大師昇格の際に村井の数少ない理解者とされる渡部が言ったという）[42]
- 「村井氏のことを考えるとき、私にはどうしても、ナチスの幹部であったハインリヒ・ヒムラーと重なって見えてしまう」－大田俊寛[43]

## エピソード

### 行動
- 高校時代の同級生によると、授業中目を閉じているのにどんな質問にも答えられたという[2]。
- 隠し子がいるという説がある。相手は「打ち勝て悪魔に」「神聖賛歌」などのオウムソングを作曲した音楽担当の女性信者で、サンデー毎日のインタビューに対し、村井との間に2人の男児を産んだ、出産には中川智正らが立ち会ったと証言している[44]。
- 教団内において「麻原は超越神力で信者の愚行を何でも見通せる」という考え方が根付いており、信者は自らの愚行を度々教祖である麻原に見抜かれ咎められ、逆らうことができなかったとされる。しかし実は、信者の行動を影から見ていた村井が麻原に密告していたこともあった[45]。
- 村井の失敗作の代表である「ビラ配りロボット」は1台100万円もしたが役に立たず、隣にコスプレした女性を立たせてそっちにビラを配らせていた[46]。
- 教団内には予定が大幅に遅れることを指す「マンジュシュリータイム」という言葉があった[47]。
- 麻原への忠誠心は凄まじかった。坂本弁護士一家殺害事件の後、早川紀代秀と逃亡した際、麻原から「指紋を消せ」との命令が下った。そこで熱した鉄板に指を押し付けて指紋を消すことになった。真っ赤に熱せられた鉄板を前にして早川はためらいがちであったが、村井は「グルのため!真理のため!」と叫んで一気に鉄板に指を押し付けた[48]。
- 地下鉄サリン事件の際、村井は実行役らに失敗したらサリンを吸って死ぬように命令していた[49]。また、実行役を車で送迎する必要はないと考えていた。「何で車が必要なのか、電車で行けばいいじゃないか」と言ったところ、井上嘉浩に「電車だと犯行後電車が止まってしまって逃げられなくなる」と言われて気がついた[50][51]（ちなみに村井は運転免許を持っていない[52]）。事件後、「みんなを犯罪者にしちゃったな」と反省する言葉も漏らした[53]。
- 逮捕された際は記憶障害を装う予定だった[54]。

### 思想
- VXが有毒というのはフリーメイソンの情報操作なのではないかと考えていた（土谷正実談）。VXの有毒性は後にオウムが自ら証明することとなった[14]。
- サリン事件の頃にはオウムは米軍等に攻撃されているなどの陰謀論を主張しており、村井もヘリコプターをみつけるや「米軍がサリンを撒いている」と麻原に非常通報を入れるほど徹底していた[55]。

### 趣味など
- 血液型はA型[56]。
- 高校時代には紅茶キノコに熱中していた[57]。
- スタートレックのミスター・スポックが好き[2]。
- 短眠の達人で2日に3時間ということもあったという[58]。
- 『かもめのジョナサン』の他にも、サマセット・モームの『魔術師』を大学の仲間に勧めたりしている[59]。
- テレビのインタビューで空中浮揚を求められた際には、「残念ながら私できないんですよ」と断っている[44]。テレビに映った自分の顔を見て卒倒したこともあった[60]。
- オウム真理教の音楽にも歌手として携わっていた。中でも「味覚の歌」は漫画家のねこぢるもファンであった[61]。
- ゴキブリが好き。サティアンにはチャバネゴキブリが多くいたので研究していた[62]。

### 上祐史浩の証言
- 死ぬ直前、「ユダにやられた」と話していたと上祐史浩（当時外報部長）が会見で述べた。後の2000年2月の週刊プレイボーイ上のインタビューでは上祐史浩は、「彼（村井）は刺殺される直前に、オウム真理教の事件その他はユダヤの陰謀であると言おうとしていた、そんな気配がある」「ユダヤ叩きというのは、僕にはどういう意味なんかよくわからない」が、「彼はあの直前に、テレビに出演してユダヤ叩きをやろうという計画を立てていた」「刺殺される数時間前に彼から私の方に『ユダヤ叩きをやりますよ。今から戻ります』という電話があった」「彼はその直後に刺殺された」と述べている。また、事件が起こったちょうどその日、オウム出版の編集部に彼が「ユダヤの陰謀関係の本を集めてくれ」と依頼していた。丁度編集部では前年末にユダヤ陰謀を特集していたため）」という[26]。

上祐史浩はたびたび著書の中で村井のことを「友人」と評しており、その友人を殺した本人である徐裕行との対談は長年拒んでいたが、2013年に実現した。一方、村井が死んだ時に上祐は表情一つ変えなかったとの証言もある。

## 村井秀夫を演じた俳優
- 戌亥照雄 - 『地獄』（1999年の映画）：村西の仮名で登場。
- 鈴木晋介 - 『緊急報道ドラマスペシャル オウムVS警察 史上最大の作戦』、『世界仰天ニュース』「地下鉄サリン事件恐怖の洗脳」・「オウム事件 元死刑囚からの手紙」（日本テレビ）
- 米村亮太朗 - 『NHKスペシャル』「未解決事件 File02 オウム真理教事件」（NHK）
- 大浦龍宇一 - 『直撃!シンソウ坂上』「独占スクープ！サリン事件極秘資料 ―オウム “天才”信者VS伝説の刑事―」（フジテレビ）
- 宇井晴雄 - 『THE 重大事件 Vol.2「土谷正実 サリンを造った男」』 (日本テレビ、hulu独占配信）

上記以外に村井を演じた俳優が出演している映像作品に以下のものがある。俳優のクレジットは無し。
- 『激動！世紀の大事件 オウム真理教と闘った家族の全記録～地下鉄サリン事件20年～』（フジテレビ）
- 『オウムは今も生きている… ～総力追跡！地下鉄サリン事件20年～』（テレビ東京）
- 『オウム20年目の真実～暴走の原点と幻の核武装計画～』（テレビ朝日）
- 『世紀の瞬間&未解決事件 4時間半SP』（テレビ朝日）：『オウム20年目の真実～暴走の原点と幻の核武装計画～』と同じ俳優が登場。
- 『「1番だけが知っている」No.1スクープカメラマンが震えた1枚』（TBSテレビ）

## 関連書籍
- 『巨聖逝く 悲劇の天才科学者村井秀夫』（オウム出版 1995年6月） - カセット・テープつきで出版された。
- 『巨聖逝く マンジュシュリー・ミトラ正大師物語』（オウム 1995年12月） - 漫画版。